# Травнівська сільська рада
| Травнівська сільська рада — колишній орган місцевого самоврядування у Сватівському районі Луганської області з адміністративним центром у с. Травневе. Історична дата утворення: в 1946 році. Водоймища на території, підпорядкованій даній раді: річка Хорино. Сільській раді підпорядковані населені пункти: - с. Травневе |

## Склад ради
Рада складається з 12 депутатів та голови.

### Керівний склад ради
| ПІБ                         | Основні відомості                                                               | Дата обрання | Дата звільнення |
| --------------------------- | ------------------------------------------------------------------------------- | ------------ | --------------- |
| Сердюк Василь Іванович      | Сільський голова, 1954 року народження, освіта, член Селянської партії України  | 26.03.2006   | 31.10.2010      |
| Кушнарьов Микола Платонович | Сільський голова, 1959 року народження, освіта середня спеціальна, безпартійний | 31.10.2010   |                 |

Примітка: таблиця складена за даними джерела